# Ulrick Chérubin
Pour les articles homonymes, voir Chérubin (homonymie).
Ulrick Chérubin, né le 24 décembre 1943 à Jacmel en Haïti et mort le 25 septembre 2014 à Amos au Québec, est un homme politique canadien d'origine haïtienne. Il fut enseignant et maire de la ville d'Amos.

## Biographie

### Jeunesse
Ulrick Chérubin est né à Haïti dans la ville de Jacmel. S’orientant d'abord vers la prêtrise après son bac, il consacre deux ans à l’étude de la philosophie, puis trois à la théologie, dont la dernière en Acadie au Nouveau-Brunswick. Il poursuit par ailleurs des études universitaires de mathématiques commencées à Port-au-Prince. Il finit par fuir son pays qui vit sous le régime de terreur du dictateur François Duvalier en 1970. Il émigra au Canada et s'installa au Québec. En 1971, il se marie avec Immacula Morriset, infirmière et d’origine haïtienne comme lui. Le couple aura deux enfants.

### Enseignant
En 1973, il obtint un diplôme d'enseignement après une formation à l'université du Québec à Trois-Rivières et devint enseignant. Déménagé à Amos en 1974 avec sa famille, il ne pensait rester que deux ans dans cette ville, mais Ulrick Chérubin y enseigna plusieurs années. Il était un enseignant fort apprécié de ses pairs tout comme de ses étudiants pour lesquels il avait un respect sans bornes ni balises ce qui était rafraîchissant pour la communauté d'enseignants d'Amos. L'enseignant fut élu, pour la première fois, conseiller municipal d'Amos en 1994, puis réélu à ce poste en 1998.

### Carrière politique
En 2002, il fut élu maire de la ville d'Amos, ville située dans la région administrative du Québec de l'Abitibi-Témiscamingue et devint ainsi le deuxième maire afro-canadien du Québec après René Coicou, maire de Gagnon de 1973 à 1985. Il sera suivi en 2003 par l'élection d'un autre maire d'origine haïtienne, Michel Adrien, maire de Mont-Laurier, une ville du Québec située dans la Municipalité régionale de comté Antoine-Labelle dans la région administrative des Laurentides. Les deux hommes se sont rencontrés dans les années 1960 à l'université de Port-au-Prince, où Michel Adrien instruisait Ulrick Chérubin en préparation pour les examens de mathématiques. Ils se sont perdus de vue jusqu'à ce qu'ils se rencontrent à nouveau au Québec dans les années 1990, lorsqu'ils étaient membres des conseils municipaux de leurs villes respectives. Les parcours de M. Chérubin et de M. Adrien ont suivi des chemins parallèles. Tous deux sont nés dans la ville côtière d'Haïti de Jacmel. Tous les deux émigrèrent au Canada, s'installèrent au Québec et se marièrent avec des infirmières; et tous deux furent conseillers municipaux pendant huit ans avant de gagner les élections municipales comme maire.
Le 6 janvier 2009, la municipalité de Boston annonça que le 2 janvier 2010 sera déclarée "Journée d'Ulrick Chérubin" comme citoyen d'honneur de la ville lors de sa visite officielle.
Le 10 novembre 2013, il est sélectionné pour participer au jeu télévisé, Le Banquier, où il remporta la somme de 222 500 dollars canadiens dans le but de promouvoir et de recueillir des fonds pour la célébration du centenaire de la ville d'Amos.
Ulrick Chérubin meurt subitement d'un malaise cardiaque le 25 septembre 2014. Il était maire de la ville d'Amos depuis 2002. Il avait été réélu pour un quatrième mandat en novembre 2013 avec une majorité de 72,5 % des voix. Il a aussi été président de la Conférence régionale des élus de l'Abitibi-Témiscamingue de 2009 à 2013. Son décès ayant eu lieu à la veille des célébrations du 100e de la ville d'Amos, l'évènement fut l'occasion de lui rendre hommage. Le Comité des Fêtes du 100e lui adressera notamment une vidéo en hommage à M. Chérubin. La classe politique québécoise dans son ensemble et parmi eux le premier ministre, Philippe Couillard, lui rendit hommage.

## Hommages

### Passerelle Ulrick-Chérubin
En 2017, la ville d'Amos construit et inaugure la passerelle Ulrick-Chérubin. Cette passerelle d'une centaine de mètres permet de traverser la rivière Harricana à pied ou à vélo. Cela faisait plus de 50 ans que la ville discutait de construire une telle passerelle.

### Prix Ulrick-Chérubin
En décembre 2021, le gouvernement du Québec crée le prix Ulrick-Chérubin pour souligne l’apport des organismes municipaux ainsi que des organisations à but non lucratif dans la mise en œuvre de bonnes pratiques en matière d’accueil, d’intégration et d’inclusion des personnes immigrantes sur le territoire québécois,. Le premier prix sera remis en 2022. L’écrivaine québécoise Kim Thúy présidera le jury de sélection.

### Honorable Ulrick Chérubin
Hommage décerné par City of Boston in City council le 2 janvier 2010.